# Stössenseebrücke
El Stössenseebrücke es un puente de armadura de acero sobre el lago Stössensee, un embalse del río Havel en el distrito berlinés de Spandau, en Alemania.

## Descripción
El puente catalogado de 1908/1909 es parte de Heerstraße (Bundesstraße 2/5) y conecta el distrito de Wilhelmstadt de Spandau con el distrito de Westend en el distrito de Charlottenburg-Wilmersdorf. Durante la construcción de la Heerstraße, el mayor problema técnico y financiero consistió en tender un puente sobre la Havelniederung, a la que pertenece la Stössensee, un brazo del Havel. Entre varias variantes, incluido un puente adicional de 250 metros de largo sobre el Scharfe Lanke, los planificadores decidieron una ruta que se manejaba con dos puentes: sobre el Havel y el Stössensee. Con respecto a las variantes del puente Stoessensee, se eligió la solución “pequeña” con un terraplén y un puente de 100 metros de largo en lugar de un puente sobre todo el lago.
El puente consta de un sistema de vigas en voladizo con vigas de remolque adjuntas y tiene una luz de alrededor de 50 metros. Se remonta a los planos del ingeniero civil Karl Bernhard.

## Puente de la llanura de Havel
Junto con el puente de Frey, situado a 800 metros al oeste, que cruza el Havel, canalizado en esta zona en 1880/1881, el puente del Stößensee salva las aguas de las tierras bajas del Havel. El Stößensee es una protuberancia de las antiguas armas de Havel, cuyos restos se conservan en la zona de Tiefwerder Wiesen con el Faulen See, el Hohlen Weg y el Hauptgraben. La orilla oriental del Stößensee se eleva hasta el Grunewald, la occidental hasta el Pichelswerder, ambos forman parte del espolón noroccidental de la meseta de Teltow, que limita con el Havel al oeste. El Weichselglaziale Rinnsee original, o más bien el posterior Havelaltarm, se había hundido en el borde de la meseta, por lo que hubo que realizar la altura del puente de unos 25 metros, inusual para las condiciones de Berlín. Por razones de planificación paisajística y para ahorrar costes y no tener que construir un puente sobre todo el Stößensee con una longitud de unos 350 metros, se rellenó el Stößensee desde el Pichelswerder con una presa y se dividió en dos, excepto un canal de navegación abierto. Más allá de la división del lago, el terraplén y el puente conectaron la antigua isla de Pichelswerder con las tierras del oeste y convirtieron el Werder en la actual península.

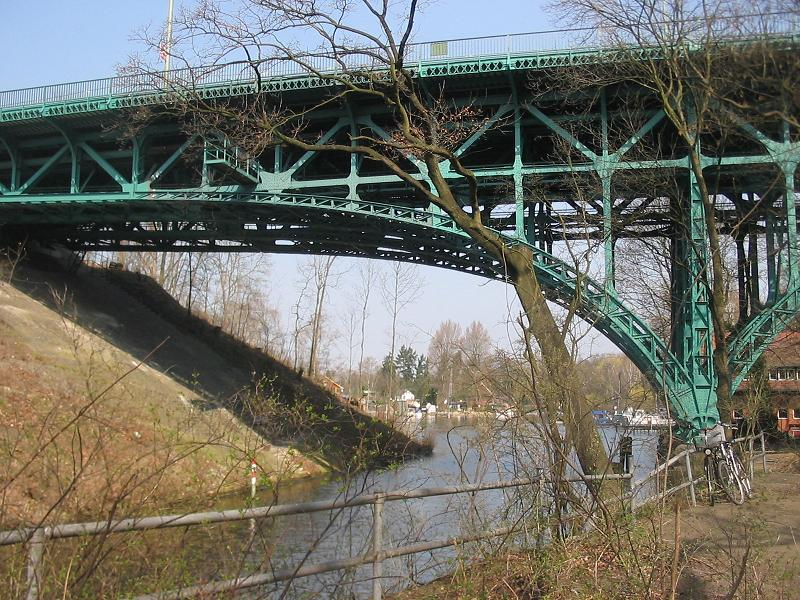
Puente del canal de navegación restante del lago Stößensee de dos partes (a la izquierda el terraplén de la presa, el muelle central del puente, a la derecha el lado de Grunewald, vista hacia el noroeste)

## Planificación

### Parte de la Döberitzer Heerstraße, promotor
El puente formaba parte del proyecto global Döberitzer Heerstraße, que se construyó entre 1903 y 1911 como prolongación de la Kaiserdamm como conexión directa desde el Palacio de Berlín a través de las ciudades de Charlottenburg y Spandau, que fueron independientes hasta su incorporación al Gran Berlín en 1920, hasta la zona de entrenamiento militar de Döberitz. La vía este-oeste incluye las actuales calles Unter den Linden, Straße des 17. Juni, Bismarckstraße, Kaiserdamm, Heerstraße y, tras los límites de la ciudad de Berlín, Hamburger Chaussee en Dallgow-Döberitz. La carretera, construida por motivos militares, fue pública desde el principio y abrió el Grunewald occidental y Pichelswerder al tráfico de excursiones de Berlín.
Trazado de la Heerstraße a través de la llanura de Havel con una curva en la Scholzplatz en un mapa de alrededor de 1910. La línea negra inferior muestra la línea de diseño (según Karl Bernhard) con una continuación totalmente recta sin curva, lo que habría requerido también un puente en Scharfe Lanke.
En el momento de su construcción, la zona del puente pertenecía al distrito de la finca Grunewald-Forst (en 1914 se fusionó parcialmente con el distrito de la finca Heerstraße) en el distrito de Teltow. Si bien las haciendas militar, financiera y forestal, así como Berlín, Charlottenburg, Spandau, el distrito de Teltow, el distrito de Osthavelland y algunos municipios participaron financieramente en el proyecto global,[3] la financiación del puente del Stößensee recayó en gran medida en la hacienda forestal, que en la base de datos de monumentos de Berlín figura como constructora del puente.